# کوسه کورپوریشن
ابرشرکت کوسه، (انگلیسی: Kosé) ابرشرکت مراقبت‌های شخصی ژاپنی است، که در سال ۱۹۴۶ تأسیس شد.